# Прайор, Рассел
Рассел «Расс» Прайор (нем. Russel "Russ" Prior; 11 июля 1949, Гамильтон, Онтарио, Канада — 17 февраля 2017, Виннипег, Манитоба, Канада) — канадский тяжелоатлет, победитель Игр Содружества, бронзовый призёр чемпионата мира по тяжёлой атлетике в Монреале (1976).

## Спортивная карьера
В школьные годы активно занимался бадминтоном и футболом. Впервые заинтересовался тяжелой атлетикой в 15 лет, прочитав в газете о достижениях одного из местных жителей. Занимался в построенном отцом в подвале тренажерном зале. Выиграл несколько соревнований CANUSA Games — ежегодных соревнований для спортсменов в возрасте 18 лет и младше между городами-побратимами Гамильтон, Онтарио, Канада и Флинт, Мичиган.
В 1970 году, после установления национального рекорда в тяжелом весе, был включен в состав сборной Канады на Играх Британского Содружества. Трижды выигрывал золотые медали на Играх Содружества (1970, 1974 и 1978), также побеждал в рывке, толчке и общем зачете на Панамериканских играх в Мехико (1975). В 1978 г. стал рекордсменом Содружества в толчке, успешно подняв 210,5 кг.
Вынужденно пропустил летние Олимпийские игры (1972) из-за травмы спины. На «домашних» летних Олимпийских играх в Монреале (1976) в весовой категории до 110 кг занял девятое место. Результаты соревнований шли в зачет чемпионата мира, где он стал бронзовым призером в рывке. Прошел отбор на летние Олимпийские игры в Москве (1980), но не принял в них участия из-за присоединения Канады к инициированному Соединенными Штатами бойкоту соревнований. В том же году из-за последствий многочисленных травм принял решение о завершении карьеры.
Окончил Университет Макмастера по специализации «политология». Работал учителем средней школы в Виннипеге и тренером.